# Sergio Peñalver
Sergio Peñalver – kubański bokser, brązowy medalista Igrzysk Ameryki Środkowej i Karaibów z roku 1950.

## Kariera
W marcu 1950 roku zdobył brązowy medal na Igrzyskach Ameryki Środkowej i Karaibów w Gwatemali.
W latach 1951–1956 był bokserem zawodowym. Łącznie stoczył 26. pojedynków, z których wygrał 17.